# 艾蒂安·夏尔·德·洛梅尼·德·布里耶纳
艾蒂安·夏尔·德·洛梅尼·德·布里耶纳（法語：Étienne Charles de Loménie de Brienne，法語發音：[etjɛn ʃaʁlə də lɔmeni də bʁijɛn]；1727年10月9日—1794年2月16日）是法国大革命前夕的神职人员和路易十六的财政大臣。

## 生平
洛梅尼·德·布里耶纳在巴黎出生，他在利穆赞的家族可以追溯到15世纪。早年进入教会，1752年他被任命为鲁昂總教区的神父，在访问罗马后1760年被任命为孔东教區主教，1763年任图卢兹總教區總主教。他的许多著名的朋友包括：杜尔哥、安德烈·莫雷莱和伏尔泰。1770年他当选为法兰西科学院院士。在杜尔哥的影响下对政治和社会问题产生兴趣。
1787年，他被提名为显贵会议主席，攻击卡洛讷的财政政策。在玛丽·安托瓦内特的出力帮助下，他于5月1日接替卡洛讷主管财政工作，让议会（巴黎高等法院）发布法令处理内部自由贸易，建立省级议会和徭役赎金。当议会拒绝发布印花税法令和拟议的新通用土地税时，他说服了路易十六强行发布命令，镇压反对的措施，将议会流放到特鲁瓦（1787年8月18日）。直到议会同意延长各种各样的直接税后，他才让议员回到巴黎。在进一步尝试强迫议会签署一项提高贷款1.2亿里弗的法令时，他遭到了坚决反对。由于无法应对日益恶化的财政危机，法院又反对他对特权等级征收土地税的计划，翌年6月他向教士会议增收义务税的要求只得到部分的同意，7月他被迫召开三级会议的要求，1788年8月25日他实际宣布全国陷于破产，他辞去了财政大臣之职，让位于雅克·内克尔，8月29日退休离开财政部改任桑斯總教區總主教，12月15日升任枢机，在意大利呆了两年时间。
在法国大革命爆发后他回到法国，是向1790年的公民宪法中的《教士公民组织法》宣誓的少数几个高级神职人员之一。他拒绝承认教宗庇护六世，在1791年不得不放弃樞機身份。
他在一个没收的修道院中过退休生活，在1793年法国大革命高潮时，他曾否定了天主教。但由于他以前是宫廷宠臣，因此在恐怖时期遭到怀疑，他在1793年11月9日在桑斯被逮。1794年2月16日因中风或毒药死于狱中。

## 作品
洛梅尼·德·布里耶纳主要作品出版有:
- Oraison funébre du Dauphin (巴黎, 1766)
- Compte-rendu au roi (巴黎, 1788)
- Le Conciliateur, in collaboration with Turgot (罗马, 巴黎, 1754)